# Множественная эндокринная неоплазия
Мно́жественная эндокри́нная неоплази́я (МЭН) — этот термин объединяет группу наследственных аутосомно-доминантных синдромов, обусловленных опухолями или гиперплазией нескольких эндокринных желез. Возможны также смешанные типы этих синдромов.

## Историческая справка
В 1903 году Erdheim описал у больного акромегалией случай аденомы гипофиза, сочетающийся с увеличением трёх паращитовидных желез.
В 1953 году Underdahl с соавторами описали 8 больных с сочетанием аденом гипофиза, паращитовидных желез и островковых клеток поджелудочной железы.
В 1954 году Wermer обосновал доминантный тип наследования данного симптомокомплекса.
В 1959 году Hazard с соавторами описали медуллярную (со́лидную) карциному щитовидной железы — компонент, позже включённый в состав двух эндокринных синдромов.
В 1961 году Sipple впервые опишет синдром, сочетающий феохромоцитому, медуллярную карциному щитовидной железы и аденому паращитовидных желез.
В 1966 году Williams с соавторами описали сочетание нейриномы с феохромоцитомой и медуллярной карциномой щитовидной железы.
В 1968 году  Steiner с соавторами внедрили термин «множественная эндокринная неоплазия» (МЭН) для описания нарушений, обусловленных комбинацией эндокринных опухолей и предложили термины «синдром Вермера» для обозначения МЭН типа I и «синдром Сиппла» для МЭН типа II.
В 1974 году Sizemore с соавторами показали, что в состав синдрома МЭН типа II включили две категории больных с феохромоцитомой и медуллярной карциномой щитовидной железы: МЭН IIa — с аденомой паращитовидных желез и МЭН IIb — без аденомы паращитовидных желез, но с наличием нейрином слизистых оболочек и мезодермальными аномалиями. Впоследствии дополнительные неэндокринные состояния (нейрофиброматоз Реклингаузена и другие) были обнаружены в составе недавно описанных наследственных синдромов МЭН. Таким образом, сочетания нарушений, выявляемые в составе данных синдромов весьма разнообразны.
В 1988 году выделен локус 11-й хромосомы (11q13), ответственный за развитие синдрома Вермера (МЭН типа I).
В 1993 клонирован ген RET-протоонкогена, приводящий к развитию МЭН типа II.
В 1998 клонирован ген, приводящий к развитию МЭН типа I.

## Основные черты синдромов множественной эндокринной неоплазии
1. Большинство опухолей происходит из нейроэктодермы.
2. Как спорадические, так и семейные случаи МЭН обусловлены генетическими дефектами и наследуются аутосомно-доминантно.
3. Опухоли часто злокачественны.
4. Многообразие эндокринных и метаболических нарушений:

- присутствуют симптомы, обусловленные нарушением секреции одного или нескольких гормонов;
- нередко синдромы МЭН сопровождаются дисплазией других органов и тканей.

## Генетика

В большинстве случаев тип наследования множественной эндокринной неоплазии аутосомно-доминантный.

Все синдромы МЭН наследуются аутосомно-доминантно и характеризуются высокой пенетрантностью. В половине случаев множественная эндокринная неоплазия возникает спорадически, то есть обусловлена вновь появившейся мутацией в половых или соматических клетках. Генеалогические, цитогенетические и молекулярно генетические исследования выявили мутации, лежащие в основе известных типов МЭН. В семьях с МЭН риск превышает 75%.

## Классификация
Синдромы МЭН классифицируют по основным клиническим проявлениям, обусловленным нарушениями секреции гормонов в зависимости от локализации гиперплазии или опухоли эндокринных желез. Нередко встречаются симптомокомплексы, не укладывающиеся в принятую классификацию.
- МЭН типа I (синдром Вермера)
- МЭН типа II (синдром Сиппла, МЭН типа IIa)
- МЭН типа III (синдром Горлина, МЭН типа IIb)

## МЭН типа I (синдром Вермера)
Включает сочетание гормонально активных опухолей, исходящих из эндокринных клеток и гормонально-неактивных опухолей из неэндокринных клеток организма.
Компоненты синдрома Вермера:
- первичный гиперпаратиреоз встречается более чем в 90% случаев, обусловлен гиперплазией нескольких паращитовидных желез. Поражения почек и костей, характерные для гиперпаратиреоза, встречаются не всегда.
- опухоли аденогипофиза отмечаются более чем в 50% случаев. Обычно эти опухоли не гормональноактивны (не секретируют гормоны), наоборот — активно растущие злокачественные опухоли сдавливают и разрушают гипофиз, приводя к пангипопитуитаризму. Реже встречаются аденомы, секретирующие пролактин (персистирующая галакторея и аменорея), СТГ (клиника акромегалии) или АКТГ (гипофизарный синдром Кушинга). СТГ-секретирующая аденома может быть вызвана эктопической продукцией соматолиберина опухолями островковых клеток, надпочечников или злокачественными опухолями из других клеток APUD системы. Удаление эктопических источников соматолиберина позволяет добиться полной регрессии СТГ-секретирующей аденомы.
- опухоли из островковых клеток выявляются более чем в 50% случаев. Обычно они множественные и происходят из разных типов клеток островков (глюкагонома, инсулинома, гастринома, ВИПома).
- опухоли надпочечников — в 40% случаев отмечается гиперплазия или аденома надпочечников. Гиперсекреции глюкокортикоидов обычно не происходит — гиперплазию и аденому находят случайно или при детальном обследовании (КТ).
- заболевания щитовидной железы наблюдаются приблизительно в 20% случаев. Обычно это аденомы или злокачественные опухоли (кроме медуллярной карциномы). Реже встречаются тиреотоксикоз, коллоидный зоб и хронический лимфоцитарный тиреоидит.
- редкие сопутствующие нарушения: рак лёгкого, липомы, полипоз желудка, опухоли яичек, шванномы.

Схема обследования и диагностики:
- определение уровня кальция в сыворотке крови;
- определение уровня пролактина в сыворотке крови;
- определение уровня гастрина и панкреатического полипептида в сыворотке крови;
- выявление гипогликемии (определение уровня глюкозы в крови натощак);
- КТ или МРТ головы для выявления бессимптомных поражений гипофиза.
- гормонально-метаболические исследования: измерение базального уровня инсулина, глюкагона, панкреатического полипептида, соматостатина и гастрина, а также оценка секреции этих гормонов после приёма пищи.

## МЭН типа IIa (синдром Сиппла)
Данный синдром обычно включает в себя медуллярную карциному щитовидной железы, феохромоцитому и гиперплазию или аденому паращитовидных желез. Варианты МЭН типа IIa:
- классический вариант МЭН IIa — сочетание медуллярной карциномы щитовидной железы, феохромоцитомы и гиперплазии или аденомы паращитовидных желез;
- семейная изолированная медуллярная карцинома щитовидной железы — данный вариант редко включает другие опухоли;
- МЭН типа IIa с первичным амилоидозом кожи — красно-коричневые, мучительно зудящие высыпания (пятна, узелки) между лопатками или на голенях;
- МЭН типа IIa с болезнью Гиршпрунга.

Диагностическая схема обследования (ближайших родственников пациента или при подозрении):
- определение базального уровня кальция и тирокальцитонина в плазме крови;
- стимуляционные пробы с пентогастрином или кальцием — позволяют выявить гиперплазию C-клеток и медуллярную карциному щитовидной железы;
- определение уровня катехоламинов, ванилил-миндальной кислоты и метанефринов (выявление феохромоцитомы);
- определение уровня АКТГ;
- выявление раково-эмбрионального антигена позволяет диагностировать медуллярную карциному щитовидной железы, если уровень тирокальцитонина не повышен.

## МЭН типа IIb (синдром Горлина, МЭН — III)
В данный синдром вошли те же опухоли, что и в МЭН IIa, однако первичный гиперпаратиреоз проявляется реже, а медуллярная карцинома щитовидной железы протекает крайне злокачественно. Выявляется в возрасте 4…37 лет. Отличается от МЭН IIa наличием нейрином (невром) слизистых оболочек и расстройств опорно-двигательного аппарата (марфаноподобная внешность, искривление позвоночного столба, грудной клетки, наличие симптома конской стопы, вывихов головок бедренных костей, арахнодактилия). Нейриномы чаще локализуются на губах, щеках, языке, других отделах желудочно-кишечного тракта и представляют собой бело-розовые безболезненные узелки диаметром от 1…3 мм до 1 см.

### Клиническая картина
Внешний вид пациентов — характерен прогнатизм, значительное утолщение губ («негроидный» вид), нейриномы слизистых оболочек, нарушения скелета, арахнодактилия.
Клиническая картина определяется наличием соответствующих опухолей:
- медуллярная карцинома щитовидной железы — присутствует практически у всех пациентов. Чем раньше проведена тиреоидэктомия, тем лучше прогноз;
- феохромоцитома встречается приблизительно в 30% случаев;
- первичный гиперпаратиреоз встречается менее 5% случаев;
- множественные нейриномы (невромы) слизистых оболочек обнаруживают более чем в 95% случаев. Нейриномы особенно заметны на губах, веках и языке, придавая лицу характерный вид;

Нейриномы
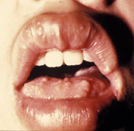
Нейрофиброма подслизистой оболочки губы 13-летнего пациента (синдром МЭН типа IIb)
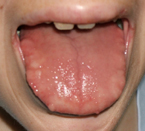
Нейрофибромы края языка 23-летней пациентки с синдромом МЭН типа IIb
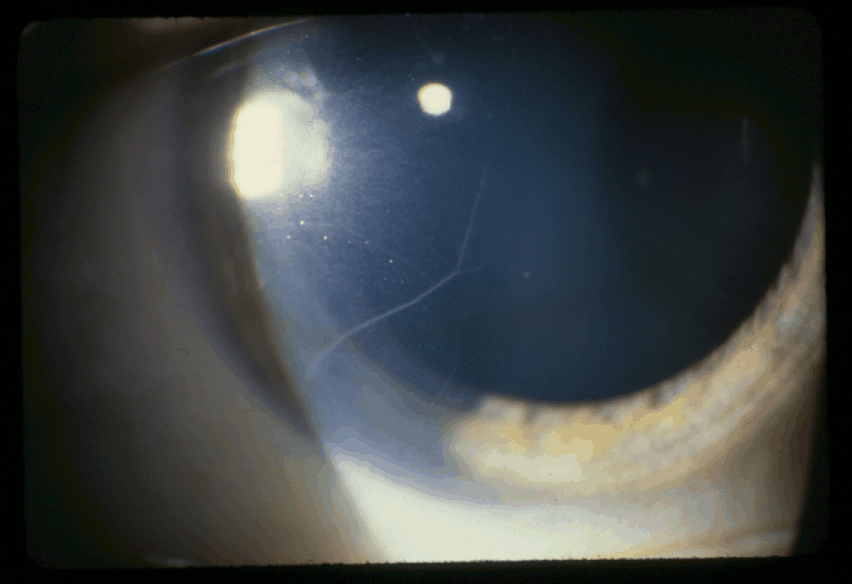
Видны нервные волокна роговицы у 27-летней пациентки с синдромом МЭН типа IIb

- другие частые проявления МЭН типа IIb: марфаноподобная внешность, прогерия, воронкообразная деформация грудной клетки, утолщение нервов роговицы, ганглионевромы желудочно-кишечного тракта, мегаколон. Утолщение нервов роговицы иногда наблюдают и при МЭН IIa.
- симптоматика со стороны желудочно-кишечного тракта (диарея, нарушения перистальтики, запоры) может возникать в раннем детском возрасте и быть первым признаком МЭН типа IIb.

### Диагностика
- УЗИ щитовидной железы;
- определение уровня тирокальцитонина (пентагастрировый тест), кальция и CEA в крови, экскрецию ванилил-миндальной и гомованилиновой кислоты, адреналина, норадреналина, паратгормона;
- генетический скрининг (мутации RET-онкогена) — обязательное обследование родственников первой и второй степени родства.

### Лечение
1. Начинают с удаления феохромоцитомы.
2. Затем проводят экстирпацию щитовидной железы с удалением шейных лимфатических узлов и клетчатки.
3. Назначают препараты тироксина для компенсации послеоперационного гипотиреоза.
4. После этого приступают к лечению гиперпаратиреоза и других отклонений.

В неоперабельных случаях и если операция выполнена не радикально — назначают октреотид (синтетический аналог соматостатина) и химиотерапевтические препараты.

## Прогноз
При синдроме множественной эндокринной неоплазии определяется степенью злокачественности медуллярной карциномы щитовидной железы, благоприятный прогноз маловероятен.